# Efik
Efik är en folkgrupp i sydöstra Nigeria, en undergrupp till ibibiofolket både i språk och kultur; tillsammans utgör de båda grupperna drygt sex miljoner människor (2004). Efik är traditionellt fiskare och handelsmän. 
Under perioden 1600 till 1850 var en rad efik-byar viktiga centra för handeln med européerna, särskilt slavhandel. Handeln var centrerad kring en grupp besläktade män som bildade "handelshus" (styrda av en central auktoritet), som konkurrerade med andra "hus". Rika och mäktiga män var medlemmar av ett hemligt sällskap, Ekpe eller Egbo, som utövade stort inflytande i samhället. Ekpemaskerna är kända för sitt konstnärliga utförande. En annan av de gamla efik-institutionerna var ufok nkuho, ett hus där unga flickor placerades för att undervisas innan de giftes bort.
Efikernas viktigaste handelscentrum var Old Calabar. Calabar är i dag en viktig hamnstad och ett centrum för handel och administration i den här delen av Nigeria.